# Jerry Schilling

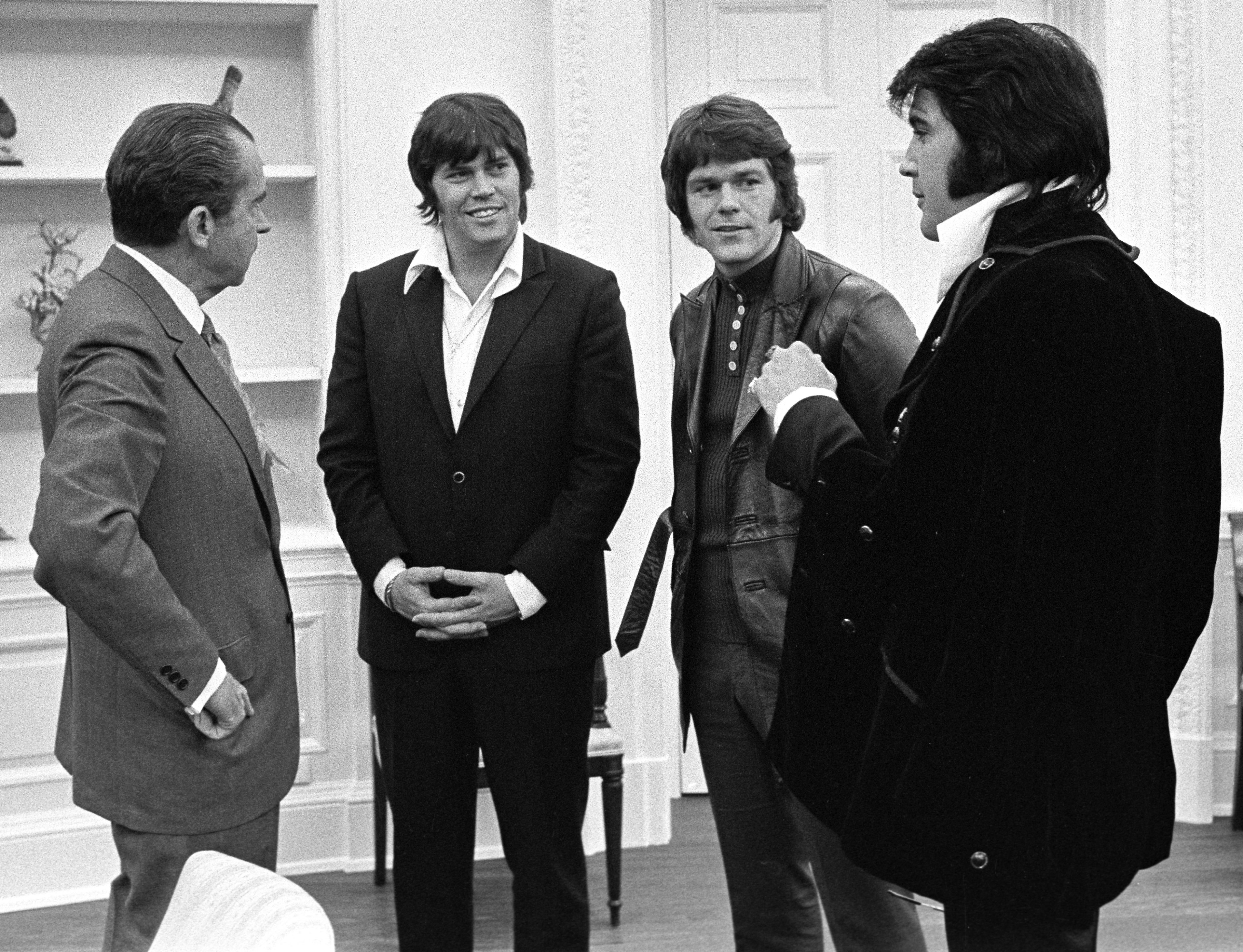
Richard Nixon, Sonny West, Jerry Schilling und Elvis Presley (v. l. n. r.) im Weißen Haus (1970)

Jerry Schilling (* 6. Februar 1942 in Memphis, Tennessee) ist ein US-amerikanischer Musikmanager und Filmproduzent. Bekannt wurde er als langjähriger Weggefährte von Elvis Presley. Schilling gehörte zu Presleys stets präsentem Gefolge aus Mitarbeitern und alten Freunden, das von der Presse als „Memphis Mafia“ bezeichnet wurde.

## Leben
Schilling wurde 1942 in Memphis geboren. Seine Mutter starb, als er ein Jahr alt war. Er wuchs bei Großeltern und Tanten in ärmeren Stadtvierteln von Memphis auf. Im Juli 1954 lernte er Presley über den mit seinem älteren Bruder befreundeten Red West kennen. Die beiden verband bis zu Presleys Tod im Jahr 1977 eine enge Freundschaft. Von 1964 bis 1975 war Schilling mit Unterbrechungen elf Jahre bei Presley angestellt und Teil der von der Presse als „Memphis Mafia“ bezeichneten Entourage des Künstlers. 1970 wählte Presley Schilling und Sonny West als Begleiter für seinen Besuch bei Richard Nixon im Weißen Haus aus. Zwischenzeitlich war Schilling auch als Filmeditor für Paramount Pictures tätig.
Nach Presleys Tod arbeitete Schilling unter anderem von 1987 bis 1991 als Creative Affairs Director der Elvis Presley Enterprises und drei Jahre als Präsident und CEO der Memphis Music Commission. Von 1989 bis 1991 managte er Presleys Tochter Lisa Marie, und er arbeitete mit Künstlern wie The Beach Boys, Carl Wilson, Jerry Lee Lewis und Billy Joel zusammen. 2007 veröffentlichte er unter dem Titel Me and a Guy Named Elvis: My Lifelong Friendship with Elvis Presley seine gemeinsam mit dem Autor Chuck Crisafulli verfassten Memoiren.
Schilling wirkte als Berater an der Entstehung zahlreicher Spiel- und Dokumentarfilme über Presleys Leben mit. Ab den 1990er Jahren produzierte er auch eigene Filme über ihn. Für Liza Johnsons Filmdrama Elvis & Nixon, dessen Drehbuch auf Schillings Berichten über das Treffen von Presley mit Nixon basierte, fungierte er als Executive Producer. Seine Rolle wurde im Film von Alex Pettyfer übernommen. In Baz Luhrmanns Filmbiografie Elvis (2022) wurde er von Luke Bracey dargestellt. In Sofia Coppola Film Priscilla übernahm der Schauspieler Dan Abramovici seine Rolle.

## Privatleben
Schilling war von 1967 bis 1973 mit Sandy Kawelo und von 1980 bis 1985 mit Presleys ehemaliger Background-Sängerin Myrna Smith (The Sweet Inspirations) verheiratet. Seit 1987 ist er mit Cindy Bennett zusammen; sie heirateten im Jahr 2000 und leben in Los Angeles.

## Filmografie (Auswahl)
Produzent
- 1990: Elvis (Fernsehserie, 1 Episode, Co-Produzent)
- 1990: Elvis: The Great Performances – Center Stage, Volume One (Dokumentarfilm)
- 1990: Elvis: The Great Performances, Vol. 2 – The Man and the Music (Dokumentarfilm)
- 1993: Elvis in Hollywood (Dokumentarfilm)
- 1997: Elvis: The Great Performances, Vol. 3 – From the Waist Up (Dokumentarfilm)
- 2011: Elvis: The Great Performances (Dokumentarfilm)

Executive Producer
- 2016: Elvis & Nixon
- 2018: Elvis Presley: The Searcher (Dokumentarfilm)
- 2019: Elvis (Miniserie)

## Schriften
- Me and a Guy Named Elvis: My Lifelong Friendship with Elvis Presley. Mit Chuck Crisafulli; New York, Gotham Books, 2007, ISBN 978-1-592-40305-9.
- Vorwort zu Stuart Coupe: On Stage with Elvis Presley: The Backstage Stories of Elvis’ Famous TCB Band – James Burton, Ron Tutt, Glen D. Hardin and Jerry Scheff. Beverly Hill, CA, SEG Publishing, 2020, ISBN 978-0-578-77746-7.